# 数

複數的子集。

數（number）是一個用作計數、標記或用作量度的抽象概念，是用以比较同质性或同属性物件等级的简单符号记录形式（或称度量）。因此，“数”是“量”的抽象化，数是用来界定某物件的量与一单位量的关系；用集合的概念来说，数是相似的类所构成的集合，其由各种物件中抽象而得，例如5个人、5公升、5小时等相似的类（所有5个量的物件）所构成的集合，用5表示之。
代表“數”的一系列符號，包括數字、運算符號等統稱為記數系統。在日常生活中，數通常出現在在標記（如公路、電話和門牌號碼）、序列的指標（序列號）和代碼（ISBN）上。在數學裡，數的定義延伸至包含如如分數、負數、無理數、超越數及複數等抽象化的概念。
起初人們只覺得某部分的數是數，後來隨著需要，逐步將數的概念擴大；例如畢達哥拉斯認為，數必須能用整數和整數的比表達的，後來發現无理数無法這樣表達，引起第一次數學危機，但人們漸漸接受無理數的存在，令數的概念得到擴展。
數的算術運算（如加減乘除）在抽象代數這一數學分支內被廣義化成抽象數字系統，如群、環和體等。

## 數的類別
數可以被分類為數系的集合內。對於以符號表示數的不同方式，則請看記數系統。

### 自然數
最常用的數為自然數，有些人指正整數，有些人則指非負整數。前者多在數論中被使用，而在集合論和電腦科學中則多使用後者的定義。
在十進位數字系統裡，自然數的標記符號為0至9等十個數字，將以十為基數的進位制使用在大於九的數上。
因此，大於九的數會有兩個或兩以上的位數。表示所有自然數的集合為ℕ、{\displaystyle \mathbb {N} \ }。

### 整數
負整數是小於 0 的整數，通常在其前面加上一負號(−)，來表示其為正整數的對立。
例如，若一個正整數是用來表示距一定點 0 右邊多少的距離，則一個負整數即表示距此定點 0 左邊多少的距離。
相似地，若一正整數表示一銀行存款，則一負整數即表示一銀行提款。
負整數、正整數和零三者即合稱為整數ℤ、{\displaystyle \mathbb {Z} \ }（德語 Zahl 的縮寫）。

### 有理數
有理數是指可以被表示成整數分子({\displaystyle {\mathit {m}}})和非零整數分母({\displaystyle {\mathit {n}}})的分數的數，即{\displaystyle {\tfrac {m}{n}}}，其代表 1 被分做相同的{\displaystyle {\mathit {n}}}份，再取{\displaystyle {\mathit {m}}}份後的量。兩個不同分數可能會對應到相同的有理數，如：{\displaystyle {\tfrac {-10}{-20}}={\tfrac {2}{4}}={\tfrac {1}{2}}}。若{\displaystyle {\mathit {m}}}的絕對值大於{\displaystyle {\mathit {n}}}的絕對值時，其分數的絕對值會大於 1。分數可以是正的、負的、或零。所有分數所組成的集合包含有整數，因為每一個整數都可以寫成分母為 1 的分數。有理數的符號為ℚ，{\displaystyle \mathbb {Q} }（quotient <中文：商>的縮寫）。

### 實數
不嚴謹地說，實數可以和一連續的直線數線視為同一事物。
所有的有理數都是實數，實數也包含無理數，
所有實數可以分成正數、零和負數。
實數可以被其數學性質獨特地描繪出：它是唯一的一個完備全序體。
但它不是個代數閉域。
十進位數是另一種能表示數的方式。
在以十為底的數字系統內，數可以被寫成一連串的數字，
且在個位數右邊加上句號（小數點）（在美國和英國等地）或逗號（在歐洲大陸），負實數則在再前面加上一個負號。以十進位標記的有理數，其位數會一直重複或中斷（雖然其後面可以加上任意數量的零），而0是唯一不能以重複位數定義的實數。例如，分數{\displaystyle {\frac {5}{4}}}能夠寫做中斷位數的十進位數1.25，也能寫做重複位數的十進位數1.24999...（無限的9）。
分數{\displaystyle {\frac {1}{3}}}只能夠寫做 0.3333...（無限的3）。
所有重複與中斷的十進位數定義了能被寫成分數的有理數。
而不像重複與中斷的十進位數一般，非重複且非中斷的十進位數代表無理數，不能被寫成分數的數。
例如，著名的數學常數，{\displaystyle \pi }（圓周率）和{\displaystyle {\sqrt {2}}}都是無理數，表示成十進位數 0.101001000100001...的實數也是無理數，因為其表示不會重複，也不會中斷。
實數由所有能被十進位數表示的數所組成，不論其為有理數或無理數。
另外，實數也可以分為代數數和超越數，
其中超越數一定是無理數且有理數一定是代數數，其他則不一定。
實數的符號為{\displaystyle \mathbb {R} \ }ℝ(Real的縮寫)。
實數可以被用來表示量度，而且對應至數線上的點。
當量度只可能精準至某一程度時，使用實數來表示量度總是會有一些誤差。
這一問題通常以取定一適當位數的有效數字來處理。

### 複數
移動到更多層次的抽象化時，實數可以被延伸至複數{\displaystyle \mathbb {C} }。
歷史上，此數的誕生源自於如何將負1取平方根的問題。
從這一問題，一個新的數被發現了：-1的平方根。
此數被標記為i，由萊昂哈德·歐拉介紹出的符號。
複數包含了所有有{\displaystyle a+bi}形式的數，其中{\displaystyle a}和{\displaystyle b}是實數。
當{\displaystyle a}為零時，{\displaystyle a+bi}被稱為虛數。
相同地，當{\displaystyle b}為零時，{\displaystyle a+bi}為實數，因為它沒有虛數部份。
一個{\displaystyle a}和{\displaystyle b}為整數的複數稱為高斯整數。
複數是個代數閉域，即任一複數係數的多項式都能有解。
複數也可以對應至複數平面上的點。
上述就提到的各個數系，每個都是下一個數系的子集。
以符號來表示的話，即為{\displaystyle \mathbb {N} \subset \mathbb {Z} \subset \mathbb {Q} \subset \mathbb {R} \subset \mathbb {C} }。

### 其他類型
Superreal, 超实数和超現實數加上無限小和無限大兩種數來延伸實數，但依然是體。
- 四元數
- 八元數
- 十六元數
- P進數

## 表示方式
- 分數
- 小數
- 科学记数法
- 數字系統
- 进位制

## 記數系統
數和以符號來表示數的記數系統不同。
五可以表示成十進位數5和羅馬數字V。
記數系統在歷史上的重要發展是進位制的發展，
如現今的十進位制，可以用來表示極大的數。
而羅馬數字則需要額外的符號來表示較大的數。
记数系统是指用何种方式来记录数的系统，可以是符号形式，也可以是实物形式。
无论符号记数还是实物记数，
如今都抽象成了数码的有序左右排列形式，并且认定左面的数码是右面数码的N倍（N是一个大于1的自然数），这就是N进制记数法，简称为N进制。N＝2、3、4、5、8、10、16、...的进制，就分别称为二进制、三进制、四进制、五进制、八进制、十进制、十六进制、...各种进制数之间可以转化。
例如二进制的10111和十进制的23可以相互转化。
人们熟悉十进制，目前电子机器记数使用二进制，将来出现四进制的量子态记数方式也未必可知。
记数系统中使用的占位符号叫数码，N进制的数码所代表的数从0到N-1，分别用0、1、2、... 、@来记，其中@代表的数是N-1，是最大数码。
例如十六进制使用的数码是0、1、2、3、4、5、6、7、8、9、A、B、C、D、E、F，十六进制的最大数码@就是“F”。
用数码左右排列的数如果认定某数码间的位置有一个小数点，就可以表示具有小数部分的数。
小数点左移一位，该数就缩小N倍，相反则该数扩大N倍。
人们习惯用“-”放在数码排列的最左面来表示负数，例如十进制的-675.76。
机器表示正负数一般不用“+”、“-”，而使用限位数的方法。限位数就是数码位数固定的数。
例如，3位十进制数共有1000个，只能是000～999，不可能出现其他的表示。
如果认定某位置有小数点，这1000个数就可以表示具有小数部分的数。
限位数可以不用“+”、“-”就可以表示正负数，方法是将所有能表示出来的数按着大小分为对称的两部分，
对称的规则是“表示的两整数之和是数的总数”，
较大的那个对称数就表示较小那个对称数的相反数。
这种规定之下，3位十进制数的501～999就可以认定是负数-499～-1，由于500自身对称，去掉二义性，
规定500就表示是“-500”，这就是对称制（類似2補數表示法）。对称制中偶进制的负数会比正数多一个，
因而表数正负数的区间不对称，但N是奇数时，表数区间是对称的。对称制适合机器数值计算。

## 歷史

### 整數的歷史

#### 第一個數
數的第一次使用可回溯到大約西元前三萬年前，
當計數符號被舊石器時代的人使用的時期。
現今所知最早的一個例子在南非的一個洞穴內。此一系統沒有進位制的概念（如現今所用的十進位制），這使得它表示大數的能力受到了限制。
現今所知最早有進位制的系統則是美索不達米亞的六十進位制（約西元前3400年），
而最早的十進位制在西元前3100年的埃及。 （页面存档备份，存于）

#### 0的歷史
把零當成數來使用和其在進位制中當占位標記不同。
許多的古印度人使用梵文Shunya來指虛無這一概念，
而在數學文章內，這一詞則常被拿來指零這一數。
波你尼（Pāṇini，西元前5世紀）在其以梵文寫形式文法的書－八章書（Ashtadhyayi）裡，使用了無效（零）算子。
文獻顯示古希臘似乎不確定零做成一個數的地位：
他們問自己"無物如何變成有物"，因而導致有趣的哲學問題。
在中世紀時，零和真空的性質和存在甚至成了宗教上的爭論。
埃利亞人芝諾的悖論很大一部份便依靠在對零不確定的解釋上。（古希臘人甚至懷疑過1是否是一個數。）
墨西哥中南部奧爾梅克文明晚期的人民已在新大陸上開始使用真正的零，
其時間可能是在西元前4世紀，但較肯定的是在西元前40年，它變成了瑪雅數字和瑪雅曆的一部份，
但完全沒有影響到舊大陸的記數系統。
西元130年時，托勒密被喜帕恰斯和巴比倫人在六十進位制裡使用了零的符號（小圓圈加上一長上標線）所影響，將其使用在希臘數字上。因為它只是單獨使用，而非做為一占位符，希臘的零是舊大陸第一個做為書寫使用的真正的零。而在之後的拜占庭抄本上，希臘的零才演變成了希臘字母Ο（另外它也有70的意思）。
另一真正的零在西元525年被使用在以羅馬數字編製的表格上（狄奥尼修斯·伊希格斯是現知第一位使用者），但當時是使用意思為無物的一個名詞nulla，而非一個符號。當除法把零視為餘數時，則使用另一意思也是無物的詞nihil。中世紀的零被所有中世紀計算復活節的計算家們使用著。其首字母 N 的單獨使用是在西元725年由聖比德或其同僚在羅字數字的表格上使用，一個真正的零的符號。
零的一個早期書寫使用是於西元628年由婆羅摩笈多（寫於宇宙的開始（Brāhmasphuṭasiddhānta））所使用的。他把零視為一個數，並討論包含零的運算，包括除法。在同一時期（西元七世紀），其概念已很清楚地傳到了柬埔寨，後來顯示其觀念的文書更傳到了中國和伊斯蘭世界。

#### 負數的歷史
負數的抽象概念早在西元前100年至50年間就被確認過了。中國的九章算術裡就提到尋找圖形面積的方法：以紅色棒子來標記正數，黑色來標記負數。這是負數在東方最早被提及的記錄。而西方的第一次論述則是在西元三世紀的希臘，丟番圖在其著作Arithhmetica裡提及一個和{\displaystyle 4x+20=0}（其解為負數）相等的方程，且說這個方程會給出荒謬的解答。
在西元七世紀間，負數在印度被用來表示負債。丟番圖先前的論述被印度數學家婆羅摩笈多在宇宙的開始中討論的更詳盡，他使用負數來產生公式解，到現在還依然被使用著。但到了西元12世紀的印度，婆什迦羅第二在得出一元二次方程的負根之後，卻還說這一負值「在此例不被採用，因為它不適合；人們不會同意有負根的。」
大多數的歐洲數學家直到西元十七世紀仍不接受負數的概念，雖然斐波那契允許負數在金融問題上被解釋為負債，後來又允許視為損失。負數在歐洲的第一次被使用是在西元十五世紀被尼古拉斯·丘凱所使用的。他把負號加上數的右上方（冪的位置）上來表示負數，但也說這些負數是「荒謬的數」。亞諾用{\displaystyle (-1):1=1:(-1)}這個比例式來反對引進負數這個概念，在這個比例式中，大數比小數等於小數比大數。
十七世紀，數學家沃利斯主張負數會大於無限，而且一般的實作應該忽略任何由題目導出的負數，因為它們是無意義的。

### 有理數、無理數和實數的歷史

#### 有理數的歷史
有理數的概念，相信起源於史前時期。就連古埃及的数学手稿中已经出现了將一般的分数转换成古埃及分數的方法。古希臘和古印度數學家也将有理數理論的研究作為一般數論研究的一部分。 其中最有名的是公元前300年左右的欧几里得的几何原本。在古印度手稿中与此最为相关的则是研究数论的。
小數的概念與十进制記號有緊密的關係；它們似乎是串聯地發展的。 比如说，在印度耆那教的箴言集就提到了{\displaystyle \pi }和2的算术平方根。

### 複數
最早但短暫論及負數平方根的是在西元一世紀希臘數學家和發明家希羅的工作中，當他在思考一金字塔可能的平截頭體體積時。複數在西元十六世紀開始變得很顯著，因為義大利數學家（見塔塔利亞和卡爾達諾）所發現三次及四次多項式的公式解。這一公式很快就被知道，而即使只注意實數解的部份，有時也會有需要操作負數平方根的時候。
這使人感到雙倍的不安，因為當時連負數都不被認為是很牢固的了。虛（imaginary）這一詞因此在1637年被笛卡爾創造出來，並且帶有些許貶義（參考虛數中討論複數真實性的部份）。更令人困惑的來源是等式{\displaystyle {\sqrt {-1}}^{2}={\sqrt {-1}}{\sqrt {-1}}=-1}似乎任性地不和代數恆等式{\displaystyle {\sqrt {a}}{\sqrt {b}}={\sqrt {ab}}}相合，而這一代數恆等式卻是在{\displaystyle a}和{\displaystyle b}都是正數時成立，而且也在{\displaystyle a}和{\displaystyle b}一正一負時可以被使用在複數計算上。這一恆等式（和另一相關的恆等式{\displaystyle {\frac {1}{\sqrt {a}}}={\sqrt {\frac {1}{a}}}}）在{\displaystyle a}和{\displaystyle b}皆為負數時的錯誤使用甚至使得萊昂哈德·歐拉感到迷惑。這一困難最終導致他使用一特別的符號{\displaystyle i}來取代{\displaystyle {\sqrt {-1}}}來警惕此一錯誤。
觀看十八世紀時亞伯拉罕·棣莫弗和萊昂哈德·歐拉的工作。棣莫弗於西元1730年完成了以他為名的著名公式，棣莫弗定理：
{\displaystyle (\cos \theta +i\sin \theta )^{n}=\cos n\theta +i\sin n\theta \,}
而歐拉則在西元1748元完成複數分析中的歐拉公式：
{\displaystyle \cos \theta +i\sin \theta =e^{i\theta }.\,}
複數的存在在西元1799年由卡斯帕爾·韋塞爾提出了幾何解釋之前都沒有被完全地接受，這一解釋在幾年後被高斯重新發現並普及，結果使複數理論得到了顯要的擴張。複數圖像表示的概念早在1685年便在沃利斯的De Algebra tractatus一書中提及。
也是在1799年，高斯提出了第一個廣為人接受的代數基本定理證明，表示任一複數係數多項都有完全的複數解。複數理論被廣泛地接受，奧古斯丁·路易·柯西和尼爾斯·阿貝爾的工作也佔了很大的功勞，尤其是後者，他是第一個大膽成功使用複數的人。
高斯研究過高斯整數（{\displaystyle a+bi}中的{\displaystyle a}和{\displaystyle b}是整數或有理數）。而其學生費迪南·艾森斯坦則研究過{\displaystyle a+b\omega }中的ω是{\displaystyle x^{3}-1=0}複數根的類型。其他種類的複數還有由較大{\displaystyle k}值的單位根{\displaystyle x^{k}-1=0}推出的類型。其普遍化大部份歸功於恩斯特·库默尔的工作，他也引進了理想數的概念，它在1893年被菲利克斯·克萊因表示成幾何實體。域的一般理論由埃瓦裡斯特·伽羅瓦創造出來，他主要在研究由多項式方程{\displaystyle F(x)=0}產生出來的體。
西元1850年，皮瑟成功地把極點（pole）和分支點（branch point）區別出來，而且引起了數學奇點的概念，這一概念最終導致出了黎曼球的概念。